# Modern Farmer
Modern Farmer (en hangul, 모던파머-현대농부) también conocida en español como Granjero moderno, es una serie de televisión surcoreana emitida originalmente durante 2014 por Seoul Broadcasting System y protagonizada por Lee Hong Gi (vocalista de F.T. Island), Park Min Woo, Lee Si-eon, Kwak Dong yeon y Lee Ha Nui.
Fue emitida desde el 18 de octubre hasta el 27 de diciembre de 2014, con una longitud de 20 episodios emitidos cada sábados y domingos a las 20:45 (KST). Cuenta la historia de una banda de rock en decadencia que al no tener dinero tienen que ir a un pueblo llamado «Hadoorok» a cultivar repollo, durante su estadía causan más de algún problema con los lugareños.

## Argumento
Todo comienza con una famosa banda de rock llamada EXO (Excellent Souls) que tras años de haber sido famosa deciden reunirse con la ayuda de su líder Lee Min Ki, pero no para hacer música, sino plantar repollos en un terreno que le fue entregado a Min Ki.
Llegan a Hadoorok el antiguo pueblo de Min Ki, ahí vuelve a ver a Yoon Hee, su primer amor de niño después de casi 17 años viviendo en Seúl, tras una serie de incidentes conocen a toda la comunidad, que los recibe de mala manera, debido a sus malas costumbres. Una vez instalados en Hadoorok comienzan a arar la tierra con la ayuda de Yoon Hee que les presta un tractor, pero por desgracia matan a «Kkeotdori» un ciervo que iba a ser enviado a la Casa Azul para representar al pueblo como mascota local, por lo cual deciden reemplazarlo por otro, pero este ataca al alcalde y entierra sus cuernos en el estómago de él, generando un caos.
En un principio viven en una antigua casa tradicional ubicada en el mismo terreno, pero tras el incidente con Kkeotdori los lugareños deciden suspender el suministro de agua y electricidad, por lo cual deben alumbrarse con velas, hasta que un día ocurre un accidente y se les quema la casa y sus pertenecías, luego son acogidos por Yoon Hee, quien les presta una habitación y les entrega ropas.

## Reparto

### Personajes principales

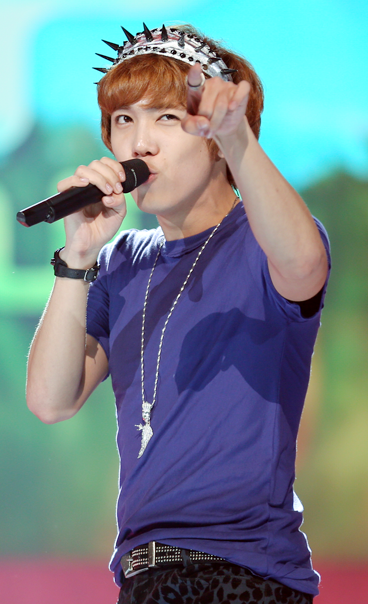
Lee Hong Ki quien interpreta a Lee Min Ki, el líder de EXO (Excelent Souls)

- Lee Hong Gi como Lee Min Ki
- Park Min Woo como Kang Hyeok
- Lee Si-eon como Yoo Han-cheol
- Kwak Dong Yeon como Han Ki Joon
- Lee Ha Nui como Kang Yoon Hee

### Personajes secundarios
- Lee Il Hwa como Yoon Hye Jung
- Kim Jae hyun como Park Hong Gu[4]
- Lee Han-wi como Kang Young-sik
- Hwang Jae Won como Kang Min Ho
- Kim Byeong-ok como Han In-ki
- Kim Byung-chul como el jefe de Yoo Han-cheol
- Park Jin Joo como Han Sang Eun
- Jo Sang Gun como Park Deuk Chool
- Kim Bu Seon como Lee Yong Nyeo
- Seo Dong Won como Park Sang Deuk
- Kwon Min-ah como Lee Soo Yeon
- Park Young Soo como Hwang Man Gu
- Maria como Diana
- Lincoln Paul Lambert como Hwang Min Gook
- Oh Young Shil como Kim Soon Boon
- Jo Woo-ri como Hwang Yi Ji
- Han Joo Hyun como Song Hwa Ran
- Jung Shi Ah como Yoo Mi Young
- Kim Won Hae como "Doksa"

## Producción
Fue dirigida por Oh Jin Seok quien anteriormente estuvo a cargo de «Goddess of Marriage» y «Miss Ajumma» anteriormente. Es la segunda vez que Kwak Dong Yeon y Kwon Min Ah trabajan juntos, la primera vez fue en «Adolescence Medley» de KBS 2TV y también la segunda vez que Lee Hong Ki y Park Jin Joo trabajan juntos, ya que a principio de año participaron en la serie «Bride of the Century» de TV Chosun.
Las filmaciones se llevaron a cabo mayoritariamente en la provincia de Gyeongsang del Norte y en menor tiempo en Seúl, adicionalmente durante la conferencia de prensa en la cual se presentó la serie, Kim Ki Ho el guionista, se disculpó debido al nombre de la banda ficticia que la protagoniza denominada "Excellent Souls" y abreviado como EXO, al igual que la banda de K-Pop, ya que podría haber molestado a los fanáticos de esa agrupación.
Durante el transcurso de la serie se pueden apreciar diferentes referencias culturales, por ejemplo en el centro comunitario se pueden apreciar retratos de Michael Jackson y Barack Obama posando con Kkeotdori (ciervo). Algunas de las parodias presentes son Love Rain, My Love from the Star y Frozen.

## Recepción

### Audiencia
| Ep. #    | Fecha de emisión        | Share        | Share        | Share       | Share       |
| Ep. #    | Fecha de emisión        | TNmS Ratings | TNmS Ratings | AGB Nielsen | AGB Nielsen |
| Ep. #    | Fecha de emisión        | Nacional     | Seúl         | Nacional    | Seúl        |
| -------- | ----------------------- | ------------ | ------------ | ----------- | ----------- |
| 1        | 18 de octubre de 2014   | 4.8 %        | 5.2 %        | 4.3 %       | 4.9 %       |
| 2        | 19 de octubre de 2014   | 4.9 %        | 5.3 %        | 5.2 %       | 5.6 %       |
| 3        | 25 de octubre de 2014   | 4.5 %        | 5.1 %        | 4.9 %       | 5.2 %       |
| 4        | 26 de octubre de 2014   | 5.3 %        | 6.1 %        | 5.4 %       | 6.5 %       |
| 5        | 1 de noviembre de 2014  | 5.6 %        | 6.6 %        | 5.1 %       | 5.8 %       |
| 6        | 2 de noviembre de 2014  | 5.4 %        | 6.4 %        | 6.3 %       | 7.1 %       |
| 7        | 8 de noviembre de 2014  | 3.9 %        | 4.5 %        | 4.6 %       | 5.2 %       |
| 8        | 9 de noviembre de 2014  | 4.6 %        | 4.9 %        | 5.0 %       | 5.4 %       |
| 9        | 15 de noviembre de 2014 | 4.3 %        | 4.6 %        | 5.1 %       | 5.5 %       |
| 10       | 16 de noviembre de 2014 | 4.3 %        | 4.9 %        | 4.4 %       | 4.9 %       |
| 11       | 22 de noviembre de 2014 | 3.6 %        | 4.0 %        | 4.3 %       | 4.7 %       |
| 12       | 23 de noviembre de 2014 | 4.5 %        | 4.7 %        | 4.6 %       | 4.6 %       |
| 13       | 29 de noviembre de 2014 | 3.7 %        | 4.6 %        | 4.3 %       | 4.5 %       |
| 14       | 30 de noviembre de 2014 | 3.6 %        | 4.4 %        | 4.0 %       | 4.2 %       |
| 15       | 6 de diciembre de 2014  | 4.3 %        | 5.0 %        | 4.4 %       | 4.5 %       |
| 16       | 7 de diciembre de 2014  | 3.9 %        | 4.3 %        | 4.1 %       | 4.9 %       |
| 17       | 13 de diciembre de 2014 | 3.2 %        | 3.5 %        | 3.6 %       | 4.4 %       |
| 18       | 14 de diciembre de 2014 | 3.8 %        | 4.6 %        | 4.2 %       | 5.2 %       |
| 19       | 20 de diciembre de 2014 | 2.8 %        | 3.5 %        | 3.6 %       | 4.6 %       |
| 20       | 27 de diciembre de 2014 | 3.4 %        | 4.2 %        | 4.0 %       | 4.1 %       |
| Promedio | Promedio                | 4.2 %        | 4.8 %        | 4.6 %       | 5.1 %       |

## Premios y nominaciones
| Año  | Premio           | Categoría                                           | Nominado   | Resultado |
| ---- | ---------------- | --------------------------------------------------- | ---------- | --------- |
| 2014 | SBS Drama Awards | Premio a la excelencia, Actriz en un Drama Especial | Lee Ha Nui | Nominado  |
| 2014 | SBS Drama Awards | Premio especial, Actriz en un Drama Especial        | Lee Il Hwa | Nominado  |

## Emisión internacional
- Hong Kong: TVB Korean Drama (desde el 2 de agosto hasta el 4 de octubre de 2015).
- Japón: KNTV (desde el 11 de marzo hasta el 14 de mayo de 2015).[11]

## Competencia
- KBS 2TV: «¿Qué pasa con mi familia?»
- KBS 2TV: «Gag Concert»
- MBC TV: «Rosy Lovers»